# Калашников Вадим Федорович
Вади́м Фе́дорович Кала́шников (* 1939) — режисер, сценарист, театрознавець, педагог. Кандидат мистецтвознавства (1999), доцент (2000).

## З життєпису
Народився 1939 року в місті Миколаїв. Син Федора та Віри Калашникових, чоловік Тетяни Ігнашкіної-Калашникової.
Закінчив театрознавчий (1962; курс І. Волошина) та режисерський (1974; курс І. Чабаненка та М. Резніковича) факультети Київського інституту театрального мистецтва. Працював актором у театрах Миколаєва та Харкова, завідуючий літературної частини Київської філармонії, режисер Укрконцерту.
1981—1984 роки — головний режисер Театру поезії, від 1988 — київського театру-студії «Маска». Водночас в 1996—1998 роках — професор Київського університету культури і мистецтв; 2004—2008 роки — професор, завідувач кафедри режисури Державної академії керівних кадрів культури і мистецтв (Київ).
Автор п'єс та інсценізацій
- «Вир» за Г. Тютюнником,
- «Нескінченний щоденник» за Е. Межелайтісом (поставив 1977; 1981),
- «Заклинання вогню» (співавтор; поставив 1981),
- «Пісня про рідну матір» за Б. Олійником,
- «Щоб всесвітом ішла любов» за В. Маяковським (поставив 1978; 1981),
- «Кларнети ніжності» за П. Загребельним (співавтор; поставив 1982),
- «І вічно — бій» за О. Блоком (поставив 1987; 2005),
- «Дві повісті про кохання» за Лесею Українкою та Л. Костенко (поставив 1998),
- «Тебе нема, але я все з тобою!» за Лесею Українкою (поставив 2004).

Серед вистав
- «Шестеро коханих» О. Арбузова (1974),
- «Дружба починається з посмішки» (1977),
- «Веселий рейс» Д. Кісіна (1978),
- «Естрадний матч року» В. Іващенка, В. Калашникова (1978);
- моновистави — «Живи і пам'ятай» В. Распутіна (1988),
- «Маруся Чурай» Л. Костенко (1996),
- «Урок театру» (1999),
- «Як стати зіркою» (2003),
- «Побачення з любов'ю» за віршами українських поетів (2004).

Основні праці
- «Агітбригади на марші», 1982
- «Професор Полежаєв у лавах переможців»; 1985
- «Щедроти таланту», 1988;
- «Народний агітаційний театр в Україні 70–80-х рр. ХХ ст.», 1998
- «До питання перетворення епічного твору у драматичну форму»; 2004
- «Повнота любові: П'єси», 2011[1]

Нагороди і відзнаки
- Лауреат Республіканських фестивалів самодіяльного мистецтва (1967, 1970, 1972, 1975 роки),
- лауреат 1-го Всесоюзного фестивалю самодіяльної художньої творчості трудящих (1977, золота медаль),
- лауреат Республіканського конкурсу сценаристів (1982),
- лауреат Всесоюзного конкурсу сценаристів (1987),
- лауреат 1-го Респбілканського (Запоріжжя, 1990) та 1-го Всесоюзного (Москва, 1991; перші премії) конкурсів режмсерів естради та масових видовищ,
- Всесоюзного огляду дитячих новорічних видовищ на сучасну тему (Ростов-на-Дону, 1981, 3-тя премія).